# 埃奇維爾 (佛羅里達州)
埃奇維爾（英語：Edgeville）是位於美國佛羅里達州馬納提縣的一個非建制地區。該地的面積和人口皆未知。

## 地理
埃奇維爾的座標為27°18′52″N 82°06′29″W / 27.31444°N 82.10806°W，而該地的平均海拔高度為21米（即69英尺）。